# 락토페린
락토페린(영어: lactoferrin, LF) 또는 락토트랜스페린(영어: lactotransferrin, LTF)은 트랜스페린 패밀리에 속하는 단백질로 다양한 기능을 수행한다. 락토페린은 구상의 당단백질로 분자량은 대략 80kDa이다. 젖, 타액, 눈물, 코 분비물 등의 다양한 분비액에 광범위하게 존재하며 호중구의 특이과립에도 들어 있다. 일부 샘꽈리세포에 의해서도 분비된다. 락토페린을 얻는 방법으로는 젖에서 정제를 거치거나 재조합을 이용하는 방법이 있다. 젖 중에는 사람의 초유(분만 후 얼마 되지 않은 시기의 모유)에서 농도가 가장 높으며(7g/L), 그 뒤를 사람의 모유(성숙유, 1g/L)와 우유(150mg/L)가 따른다.
락토페린은 면역계의 일부로서 항미생물 활성을 가지며 주로 점액에서 선천면역계의 구성원으로서의 역할을 수행한다. 특히 신생아가 살균 능력을 갖출 수 있도록 한다. 락토페린은 DNA, RNA, 다당류, 헤파린 등의 물질과 상호작용하며 이러한 리간드들과 복합체를 이뤄 생물학적 기능을 수행하기도 한다. 락토페린 보충을 통해 호흡기 감염의 위험을 줄일 수 있다는 사실이 무작위 대조 시험들의 메타 분석을 통해 알려져 있다. 그러나 영양 보충제에 쓰이는 락토페린의 생산은 의약품과 같은 엄격한 규제 절차의 대상이 아니기 때문에 온라인상에서 판매되는 락토페린 보충제의 품질은 문제가 될 여지가 있다.

## 역사
소의 젖에 철을 포함하고 있는 붉은 단백질이 나타난다는 것은 1939년부터 보고되었으나 충분한 순도로 추출할 수 없었기 때문에 제대로 특징을 기술할 수는 없었다. 이 단백질에 대한 첫 상세한 연구는 1960년 전후로 이루어졌다. 이 연구에서는 분자량, 등전점, 광흡수 스펙트럼에 관한 정보와 단백질 분자당 철 원자 두 개가 존재한다는 사실을 밝혀냈다. 우유에서 추출해냈으며 철을 포함하고 있고, 구조적으로나 화학적으로 혈청 내 트랜스페린과 비슷했기 때문에 1961년 락토페린으로 명명되었다. 좀 더 이른 시기의 자료들에서는 락토트랜스페린이라는 이름도 사용되었다. 이후의 연구들에서는 락토페린이 우유에만 존재하는 것이 아니라는 사실을 알아냈다. 락토페린의 항미생물 작용 역시 1961년에 알려졌으며, 이 작용이 철에 결합하는 락토페린의 능력과 관련이 있다는 것도 밝혀졌다.

## 구조

### 락토페린 유전자
11종의 포유류에서 최소 60개의 락토페린 유전자 서열이 알려져 있다. 대부분의 종에서 종결 코돈은 UAA이며 생쥐(Mus musculus)에서는 UGA이다. 종결 코돈 삭제, 삽입, 돌연변이는 암호화 부분에 영향을 미치며 암호화 부분의 길이는 2,055 ~ 2,190 뉴클레오타이드 쌍 사이에서 달라진다. 종 간의 유전자 다형성은 종 내의 락토페린 다형성보다 훨씬 더 다양하며, 멧돼지의 유전자 다형성이 가장 큰 것으로 나타났다. 아미노산 서열에도 차이가 있는데, 아미노산 변이 부위의 개수가 사람에서는 8개, 생쥐에서는 6개, 염소(Capra hircus)에서는 6개, 소(Bos taurus)에서는 10개, 멧돼지(Sus scrofa)에서는 20개로 드러났다. 이런 변이는 서로 다른 종류의 락토페린 간의 기능적 차이를 나타내는 것일 수 있다.
사람의 락토페린 유전자 LTF는 3번 염색체의 3q21-q23 유전자자리에 위치하고 있다. 황소의 경우 암호화 서열은 17개의 엑손으로 구성되어 있으며 길이는 대략 뉴클레오타이드 34,500쌍이다. 황소의 락토페린 유전자를 구성하는 엑손은 트랜스페린 패밀리에 속하는 다른 유전자들의 엑손과 그 크기가 비슷하지만, 인트론의 크기는 다르다. 엑손 크기와 각각의 엑손이 단백질 분자의 도메인에 분포하는 양상이 비슷하다는 사실은 락토페린 유전자의 진화적 발달이 복제를 통해 일어났다는 것을 시사한다. 락토페린 암호화 유전자의 다형성에 대한 연구는 유선염에 저항성을 가지는 가축 품종을 선별하는 데에 도움이 된다.

### 분자 구조
락토페린은 철을 세포 내로 이동시키며 혈중 철 농도와 바깥으로의 분비량을 조절하는 트랜스페린 단백질의 일종이다. 사람과 다른 포유류의 젖, 혈장, 호중구에 들어 있으며 포유류의 거의 모든 외분비액(타액, 쓸개즙, 눈물, 이자액 등)에 포함되어 있는 주요 단백질이다. 사람의 젖에 들어 있는 락토페린의 농도는 초유에서는 7g/L, 성숙유에서는 1g/L까지 다르게 나타난다.
X선 회절을 통해 락토페린이 700개 정도의 아미노산을 포함하는 하나의 폴리펩타이드 사슬에 기본을 두고, 상동인 두 개의 구상 도메인인 N-로브(lobe), C-로브를 형성하고 있다는 것을 알 수 있다. N-로브는 아미노산 잔기 1-333에, C-로브는 345-692에 대응하며 두 도메인은 짧은 알파 나선으로 연결되어 있다. 두 로브는 60 °C와 90 °C의 서로 다른 온도에서 두 차례 변성된다. N-로브와 C-로브의 상동성은 33-41%로 서로 높은 수준의 상동성을 가지고 있다. 각각의 로브는 두 개의 서브도메인(N1, N2와 S1, S2)으로 구성되어 있으며, 서브도메인 하나당 하나의 철 결합 부위와 하나의 글리코실화 부위를 가지고 있다. 단백질의 글리코실화 정도는 달라질 수 있으며, 따라서 락토페린의 분자량도 76 ~ 80kDa 사이에서 달라진다. 락토페린의 안정성은 글리코실화 정도가 높아질수록 커진다.

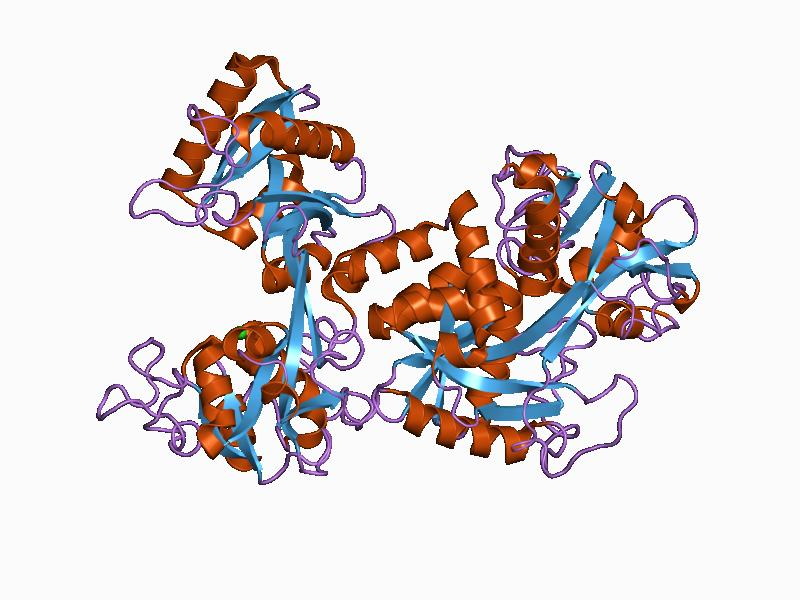
사람 아포락토페린

락토페린의 등전점은 8.7로 염기성 단백질에 속한다. 철이 풍부한 홀로락토페린과 철을 포함하지 않고 있는 아포락토페린의 두 가지 형태로 존재한다. 두 형태의 삼차 구조가 다른데, 아포락토페린은 N-로브의 열린 형태와 C-로브의 닫힌 형태가 특징적이다. 반면 홀로락토페린은 두 로브가 모두 닫힌 형태이다.
각 락토페린 분자는 철, 아연, 구리, 기타 다른 금속 이온 두 개와 가역적으로 결합할 수 있다. 결합할 수 있는 다른 금속 이온에는 Al3+, Ga3+, Mn3+, Co3+ 등이 있으나 이들에 대한 친화성은 철에 비해 훨씬 낮다. 철 이온이 결합하는 데에는 두 개의 타이로신 잔기, 한 개의 히스티딘 잔기, 한 개의 아스파르트산 잔기가 필요하며 중탄산염 이온의 결합에는 아르지닌 잔기가 필요하다.
락토페린은 철과 결합하여 불그스름한 복합체를 형성한다. 철에 대한 락토페린의 친화성은 트랜스페린보다 300배 더 크다. 약산성 용액에서는 친화성이 증가한다. 따라서 염증이 생기면 젖산과 다른 산들이 축적되어 조직의 pH가 감소하면서 트랜스페린에서 락토페린으로 철 이온의 이동을 촉진한다. 낮은 pH에서 철에 대한 친화성이 유지되는 이러한 락토페린의 특성은 세균의 대사 활동으로 인해 pH가 4.5 밑으로 떨어진 산성 환경에서도 락토페린이 세균 증식을 억제하는 데에 중요하게 작용한다. 모유의 락토페린에서 포화 철 농도는 10-30%로 추정된다. (100%는 모든 락토페린 분자가 2개의 철 원자와 결합한 상태를 뜻한다.) 락토페린은 철, 아연, 구리의 이동뿐만 아니라 이들의 섭취를 조절하는 데에도 관여한다. 아연과 구리 이온이 적게 존재할 때는 락토페린의 철 결합 능력에 영향을 미치지 않으며 오히려 능력을 높여 주기도 한다.

### 중합체 형태
혈장과 분비액에서의 락토페린은 단량체에서 사량체까지 다양한 형태의 중합체로 존재한다. 생체내(in vivo)와 생체외(in vitro)에서 모두 중합되는 경향이 있으며 특히 높은 농도에서 더 그런 경향이 크다. 몇몇 연구에서는 생리학적 조건에서 락토페린의 주된 형태는 사량체 형태로, 단백질 농도가 10-5 M일 때 단량체:사량체 비가 1:4 정도로 나타난다는 것을 알아냈다.
락토페린의 올리고머 상태는 그 농도에 의해 결정된다는 주장이 있다. 또한 락토페린의 중합은 Ca2+ 이온의 존재에 크게 영향을 받는다. 특히 Ca2+가 존재할 때 락토페린 농도가 10−10 ~ 10−11M일 때는 단량체가 주된 형태가 된다. 반면 락토페린의 농도가 10−9 ~ 10−10M을 넘어가면 단량체가 사량체로 바뀌게 된다. 혈액 내 락토페린의 역가는 이 과도기(단량체에서 사량체로 변할 때)의 농도에 대응하며, 따라서 혈액 내의 락토페린은 단량체와 사량체 양쪽 모두의 형태로 나타나게 된다.

### 락토페린 펩타이드

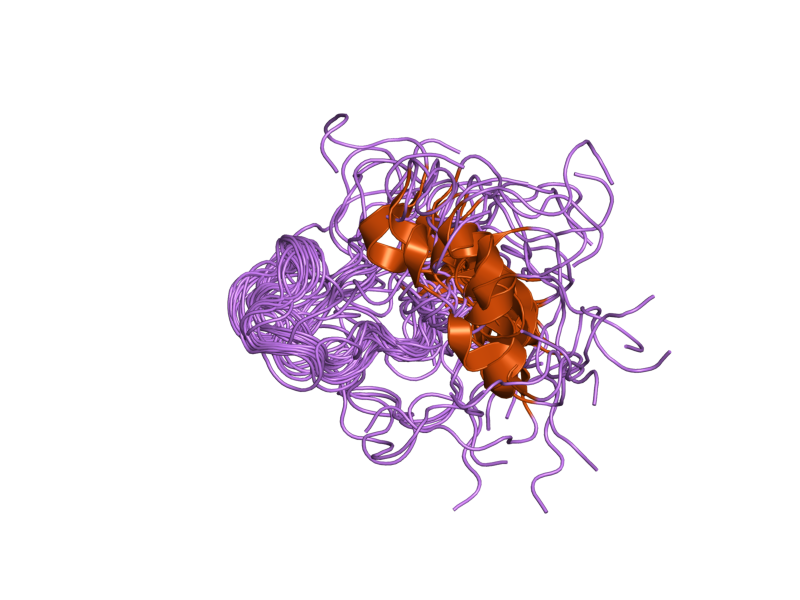
사람 락토페리신

락토페린 펩타이드(lactoferrin peptide)는 락토페린이 포함하고 있는 여러 항미생물 펩타이드로, 단백질분해효소에 의해 가수분해되어 형성되며, 위장관계나 미생물 감염 부위에서 주로 나타난다. 따라서 락토페린을 경구 투여했을 때 장 내강에서 락토페린 펩타이드가 만들어진다. 락토페린 펩타이드는 락토페린의 N-로브에서 기원한다. 항미생물 활성을 가지는 펩타이드는 양이온성과 소수성이 공통적으로 드러난다. 가장 많이 연구된 락토페린 펩타이드는 락토페린1-11 (Lf1-11), 락토페리신(Lfcin), 락토페람핀(Lfampin)이다. 이들은 모두 항균, 항바이러스, 항진균, 항기생충, 항암 활성을 다양하게 나타낸다.
Lf1-11은 락토페린 N-1의 아미노산 잔기 중 첫 11개의 잔기들로 구성된 올리고펩타이드이다. 친수성과 소수성 부분을 모두 가지고 있어 양전하를 띄고 있고, 여러 세균의 세포막에 작용하는 것으로 알려져 있다. 모든 종들에서 등전점이 11을 넘어 양이온성이 매우 높으며 소수성 잔기인 발린이나 트립토판 등이 보존되어 있다. 사람 Lf1-11(hLF1-11)은 단핵구를 표적으로 다양한 면역조절 효과를 일으키는데, 골수세포형과산화효소(MPO)의 효소 활성을 억제한 뒤 단핵구로 뚫고 들어가는 것이 알려져 있다. MPO 억제제인 4-아미노벤조산 하이드라지드는 hLf1-11이 단핵구의 염증 반응과 단핵구-대식세포 분화 과정에 미치는 영향을 모방하여 비슷하게 작용한다.
락토페리신은 양전하를 띄며 양친매성을 가지는 펩타이드로 항미생물, 항암 작용을 한다. 락토페린이 펩신에 의해 소화되면 17-41번 아미노산 잔기로 이루어진 락토페리신이 형성된다. 양친매성을 띄는 것은 염기성 아미노산인 라이신과 아르지닌, 소수성 잔기인 트립토판과 페닐알라닌이 모두 풍부하기 때문이다. 모든 종의 락토페리신은 분자 내에 이황화 결합 다리를 포함하고 있다. 사람 락토페리신은 두 번째 이황화 결합으로 인해 소 락토페리신보다 그 길이가 두 배 정도 길다.
락토페람핀은 락토페린 L1 서브도메인에 위치한 268-284번 아미노산 잔기로 구성되며 입체 구조상에서 락토페리신과 가까이 위치하고 있다. 양이온성, 양친매성을 띈다는 점은 락토페리신과 동일하지만 사슬의 길이와 아미노산의 배열이 다르기 때문에 그 구조도 크게 다르다.

## 생체 내 발현
락토페린이 처음 발현되는 것은 수정 이후 2-4세포기로 이후에는 발생기 주머니배 시기까지 계속된다. 이후 착상이 이루어진 시점부터 임신 중반까지는 락토페린이 검출되지 않고, 나중에 호중구, 생식계와 소화계를 이루는 상피세포에서 락토페린이 발견된다. 성인에서는 혈장 내 락토페린의 대부분이 호중구에서 유래한다. 이외에도 자궁내액, 질 분비물, 정액, 타액, 쓸개즙, 이자액, 작은창자의 분비물, 코의 분비물, 눈물 등 대부분의 점막 분비물에서 락토페린이 발견된다. 콩팥의 집합관에서도 락토페린을 발현하여 분비하고, 먼쪽세관에서 재흡수한다. 적은 양의 락토페린만이 소변으로 배설되며, 따라서 비뇨기의 방어 체계에서도 중요할 것으로 생각된다.
양의 젖샘으로 수행한 연구에 따르면, 락토페린은 젖샘에서 합성되지만 트랜스페린은 혈청에서 유래한다. 그런데 트랜스페린은 젖샘 분비세포의 기저막, 특히 모세혈관 근처에도 높은 농도로 존재하므로, 트랜스페린을 혈액에서 젖샘으로 이동시키기 위해 수용체가 매개하는 통과세포외배출 기전이 작용할 것이라고 연구에서는 주장한다. 수용체-트랜스페린 복합체는 소포에 싸여서 세포 안으로 들어간 후 세포막으로 이동하고, 통과세포외배출을 통해 젖샘꽈리의 내강으로 방출된다. 한편 락토페린은 통과세포외배출을 통해 뇌혈관장벽을 통과하여 뇌로 이동할 수 있다. 뇌의 신경아교세포에서 합성되거나 혈액에서 순환하는 종양괴사인자 알파는 이 뇌혈관장벽을 통한 통과세포외배출 과정을 증가시킨다.
락토페린의 양은 종마다 다르다. 가령 사람의 젖에서 락토페린은 알파-락트알부민에 이어 두 번째로 양이 많은 유청단백질이지만 트랜스페린의 양은 0.05mg/ml 정도로 매우 적다. 그러나 쥐나 토끼에서는 락토페린 대신 트랜스페린이 젖샘에서 합성되며, 젖의 유일한 철 결합 단백질이다. 반추동물과 같은 다른 일부 포유류의 젖에는 락토페린과 트랜스페린이 모두 존재한다.
락토페린 발현의 조절 역시 종마다 다르게 나타나며, 같은 종에서도 조직이나 세포마다 다른 방식을 사용하여 스테로이드 호르몬, 성장인자, 인산화효소 경로 등 다양한 신호전달 경로가 관여한다. 젖샘에서는 프로락틴, 생식조직에서는 에스트로겐에 의해 조절이 이루어진다. 자궁내막에서의 합성 조절에는 에스트로겐과 표피성장인자가 관여한다.

## 기능
락토페린은 선천면역계에 속한다. 철 이온에 결합하여 철을 이동시키는 주된 생물학적 기능과 별개로, 락토페린은 항균, 항바이러스, 항기생충, 항암, 항알레르기, 촉매로서의 활성을 가지고 있다. 이 기능들 중 다수는 락토페린과 마찬가지로 트랜스페린 패밀리에 속하며 조류의 락토페린 동족체인 오보트랜스페린에서도 나타나는데, 이는 락토페린의 여러 가지 기능들이 진화가 일어날 때 보존되었다는 것을 시사한다.

락토페린(왼쪽의 더 큰 단백질)과 대장균(E. coli)의 시데로포어(오른쪽의 더 작은 단백질)를 나타낸 그림. 시데로포어는 크기가 작은 킬레이트제의 일종으로 Fe^{3+} 이온과 강하게 결합한 후 특이적인 수용체를 통해 세균 세포 내로 Fe^{3+} 이온을 운반한다. 락토페린은 면역계에 속하는 단백질이며 세균 감염을 방어하는데, 세균 단백질보다 철에 더 잘 결합하기 때문에 세균이 숙주의 철을 이용하지 못하게 만든다.

### 항미생물 활성
락토페린의 주된 역할은 유리 상태의 철을 고갈시켜 세균 성장에 필수적인 기질을 제거하는 것이다. 락토페린의 항미생물 작용은 미생물 세포 표면에 특이적인 수용체가 존재한다는 사실로도 설명된다. 락토페린은 세균 세포벽의 지질다당류에 결합하고, 락토페린의 산화된 철 부분이 과산화물을 형성하여 세균을 산화시킨다. 산화가 일어나면 세균의 막 투과성에 영향을 미쳐 세포가 파괴(용해)되게 만든다.
락토페린이 식작용의 촉진과 같은 철과 관련되지 않은 다른 항미생물 기전을 일으키기는 하지만 위에 쓰여 있는 세균의 외막에 작용하는 방식이 가장 주로 일어나고 많이 연구되어 있다. 심지어 막 투과성에 지장을 주는 것에 그치지 않고, 락토페린이 세포 내부로 뚫고 들어가기도 한다. 세포벽에 락토페린이 결합하는 방식은 특이적인 펩타이드인 락토페리신과 관련되어 있다. 락토페리신은 락토페린의 N-로브에 위치하고 있으며 다른 단백질인 트립신을 이용해 절단하여 생체외에서 락토페리신을 생산할 수 있다. 락토페린의 항미생물 작용 기전에 대해서, 락토페리신은 양성자 ATP가수분해효소를 표적으로 하여 세포막의 양성자 이동을 방해하고, 이를 통해 생체외에서 세균에 치명적인 효과를 낸다고 보고된 바 있다.
한편 위에서 락토페린은 위나선균(H. pylori)이 부착되는 것을 방지하여 소화계 질환을 줄이는 데에 도움을 준다. 소의 락토페린은 사람의 락토페린보다 위나선균에 대해 더 활성이 크다.

### 항바이러스 활성
충분한 강도를 가진 락토페린은 DNA와 RNA 기반의 광범위한 사람이나 동물 바이러스에 작용한다. 작용하는 바이러스에는 헤르페스 심플렉스 바이러스 1과 2, 거대세포바이러스, HIV, C형 간염 바이러스, 한타바이러스, 로타바이러스, 폴리오바이러스 1형, 호흡기세포융합바이러스, 마우스 백혈병 바이러스, 마야로 바이러스 등이 있다. COVID-19에 대한 활성이 있을 것으로 추측되지만 입증되지는 못했다.
락토페린의 항바이러스 활성 기전 중 가장 많이 연구된 것은 표적 세포로부터 바이러스 입자가 떨어지도록 만드는 방식이다. 많은 바이러스는 세포막의 지질단백질에 결합하여 세포 내로 뚫고 들어가는 경향이 있다. 락토페린은 같은 지질단백질에 결합하여 바이러스 입자가 붙지 못하도록 만든다. 철이 없는 상태의 아포락토페린이 홀로락토페린보다 이 기능을 더 잘 수행한다. 또한 락토페린의 항미생물 활성을 만드는 락토페리신은 항바이러스 활성은 거의 보이지 않는다.
세포막과의 상호작용에 더해 락토페린은 간염 바이러스 등의 바이러스 입자에 직접 결합하기도 한다. 이 기전은 로타바이러스에 대한 락토베린의 항바이러스 활성에 의해서도 확인되었다.
또한 락토페린은 바이러스가 세포 안으로 뚫고 들어온 뒤의 바이러스 복제를 억제한다. 이러한 간접적인 항바이러스 효과는 락토페린이 자연살해세포, 과립구, 대식세포(중증급성호흡기증후군 등의 바이러스 감염 초기에 중요한 역할을 수행하는 세포들)에 영향을 미쳐 발생한다.

### 항진균 활성
락토페린과 락토페리신은 백선(링웜)과 같은 여러 피부 질환의 원인이 되는 모창백선균(Trichophyton mentagrophytes)의 생체외 성장을 억제한다. 또한 사람의 구강과 성기에서 감염을 일으키는 기회감염 병원체인 칸디다 알비칸스(Candida albicans, 효모 형태의 이배체 진균)에도 작용한다. 플루코나졸은 칸디다 알비칸스에 대해 오랜 기간 사용되어 왔는데, 이로 인해 플루코나졸에 내성을 가진 균주가 나타나게 되었다. 그러나 락토페린을 플루코나졸과 조합하여 사용하면 플루코나졸 내성 칸디다 알비칸스 균주에 대해서 사용할 수 있을 뿐만 아니라 칸디다 글라브라타(C. glabrata), 칸디다 크루세이(C. krusei), 칸디다 파랍실로시스(C. parapsilosis), 칸디다 트로피칼리스(C. tropicalis) 등의 다른 칸디다속 진균에 대해서도 사용할 수 있게 된다. 항진균 활성은 칸디다 배양 시 락토페린을 사용한 뒤 플루코나졸을 투여했을 때도 나타났으나, 반대의 순서로 사용했을 때는 효과가 나타나지 않았다. 락토페리신의 항진균 활성은 락토페린보다 컸다. 특히 합성 펩타이드 1-11 락토페리신은 자연의 락토페리신보다 칸디다 알비칸스에 대한 효과가 훨씬 컸다.
면역계가 약화되어 있고 아프타성궤양을 앓고 있는 쥐에게 물과 함께 락토페린을 투여했을 때 입의 칸디다 알비칸스 균주의 수와 혀의 손상 정도가 감소했다. 동물에게 락토페린을 경구 투여했을 때도 위장관계 근처의 조직에서 병원성 생물들의 수가 감소했다. 락토페린, 라이소자임, 이트라코나졸을 포함한 혼합물로 다른 항진균제에는 내성을 가진 HIV 양성 환자들에서 칸디다 알비칸스를 완전히 박멸시킬 수도 있다. 이렇게 다른 약물들이 효율적으로 작용하지 못할 때 항진균 작용을 보이는 것이 락토페린의 특징이며, 특히 HIV에 감염된 환자들에게 가치가 크다. 항균, 항바이러스 작용과 대조적으로 락토페린의 항진균 작용 기전에 대해서는 거의 알려진 것이 없다. 락토페린은 칸디다 알비칸스의 세포막에 결합하여 세포자멸사와 유사한 과정을 유도하는 것으로 보인다.

### 항암 활성
소 락토페린(bovine lactoferrin, bLF)의 항암 효과는 쥐에서 수행한 폐, 혀, 잘록창자, 간의 발암 실험을 통해 입증되었다. 항암 효과의 기전은 아마 사이토크롬 P450 1A2(CYP1A2)와 같은 phase I의 효소를 억제하는 것으로 추정된다. 또한 햄스터를 이용한 다른 실험에서 bLF는 구강암의 발병률을 50%까지 낮춘다는 결과가 나왔다. 근래에 들어서는 bLF가 요구르트, 껌, 조제분유, 화장품 등의 성분으로 사용되고 있다.

### 효소 활성
락토페린은 RNA를 가수분해시키며 피리미딘 특이적 분비형 리보뉴클레이스를 억제한다. 특히 젖의 RNase는 RNA 유전체를 파괴하여 쥐에서 유방암을 일으키는 것으로 알려진 레트로바이러스의 역전사를 방해한다. 모유의 RNase 농도가 다른 인구 집단에 비해 훨씬 낮은 서인도의 파르시인 여성의 유방암 비율은 평균보다 3배가량 높게 나타난다. 따라서 젖의 리보뉴클레이스, 특히 락토페린은 발병기전에 중요한 역할을 수행하고 있을 가능성이 있다.

### 락토페린 수용체
락토페린 수용체는 락토페린의 세포내이입에 중요한 역할을 하며, 락토페린을 통한 철 이온의 흡수를 촉진한다. 나이가 들수록 샘창자에서는 락토페린 수용체의 유전자 발현이 증가하고, 빈창자에서는 감소한다고 알려져 있다. 이러한 특이적인 락토페린 수용체는 활성화된 사람의 T세포, 혈소판, 거대핵세포, 도파민성 신경세포, 중뇌의 미세혈관 등에서 발현된다. 락토페린 수용체는 락토페린을 내재화하며 세포 내부에서 락토페린은 30~40% 분해되고, 남은 락토페린은 재활용된다.
해당과정에 관여하는 효소인 글리세르알데하이드 3-인산 탈수소효소(GAPDH)는 락토페린 수용체로도 기능한다는 사실이 밝혀져 있다. 저밀도 지질단백질 수용체 관련 단백질(LRP) 역시 락토페린에 대한 높은 친화성을 보이며, 이로 인해 락토페린을 제거하는 역할을 한다.

### 뼈에서의 기능
리보뉴클레이스가 풍부한 락토페린은 어떻게 락토페린이 뼈에 영향을 미치는지 조사하기 위해 사용되어 왔다. 락토페린은 뼈의 교체에 긍정적인 효과를 준다고 알려져 있는데, 뼈의 흡수를 줄이고 뼈의 형성을 늘리는 것을 돕는다. 뼈 흡수 표지자(디옥시피리디놀린, N-말단 텔로펩타이드) 농도 감소와 뼈 형성 표지자(오스테오칼신, 알칼리성 인산가수분해효소)의 농도 증가를 통해 이 사실이 밝혀졌다. 또한 파골세포 형성이 감소했는데, 이는 전염증성 반응은 줄고 항염증 반응은 증가하며 뼈 흡수가 감소한다는 것을 뜻한다. 난소를 적출한 쥐에서 락토페린을 경구 투여했을 때, 뼈의 질량이 보존되고 골밀도와 뼈의 강도가 개선되는 효과가 나타났다.

### 핵산과의 상호작용
락토페린의 중요한 특징 중 하나는 핵산에 결합하는 능력이 있다는 것이다. 젖에서 추출된 단백질 분획은 3.3% RNA를 포함하고 있다. 그러나 단백질은 단일 가닥 DNA보다 이중 가닥 DNA에 더 잘 결합한다. 락토페린이 DNA와 결합하는 능력은 친화성 크로마토그래피를 통해 락토페린을 분리하고 정제하는 데에 이용된다. 이때 고정된 상태의 DNA가 들어 있는 흡수제(아가로오스 등)를 포함하고 있는 컬럼을 고정된 상태의 단일 가닥 DNA와 함께 쓴다.

## 임상적 중요성

### 진단적 가치
눈물의 락토페린 농도가 쇼그렌 증후군과 같은 안구가 건조해지는 질환에서 감소하는 것으로 알려져 있다. 쇼그렌 증후군이나 다른 형태의 안구건조증의 진단을 개선하기 위해 눈물의 락토페린 농도를 측정할 수 있는, 미세유체 기술을 활용한 신속하고 휴대성이 좋은 현장 진료 검사법이 개발되어 오고 있다.
락토페린과 칼프로텍틴은 대변에서 안정한 상태로 존재하며 적은 양의 대변 표본만 가지고도 ELISA 같은 비침습적 검사를 통해 측정할 수 있다. 두 표지자 모두 위장관계 점막에 염증이 있는 경우 올라간다. 특히 대변 락토페린(fecal lactoferrin, FLA)은 장염으로 인해 호중구에서 발현되는 대리 표지자(surrogate marker)로, 염증성 장질환이 있는 환자들에서 올라가며 복통과 설사가 있는 경우에서 만성 염증성 장질환 환자를 선별, 진단하는 데에 높은 민감도와 특이도를 보인다. 또한 염증성 장질환과 과민성 장 증후군을 구별하는 데에도 유용하다.

### 낭포성 섬유증
사람의 폐와 타액은 다양한 항미생물 물질들을 포함하고 있는데, 이 중 하나가 하이포티오시아네이트와 락토페린을 생산하는 락토퍼옥시데이스 시스템이다. 낭포성 섬유증 환자에서는 하이포티오시아네이트가 존재하지 않는다. 선천면역계의 일부인 락토페린은 세균의 생물막 형성을 막는다. 살균 활성 소실과, 락토페린 활성 감소로 인한 생물막 형성의 증가가 낭포성 섬유증 환자에게서 발견된다. 락토페린은 낭포성 섬유증에서의 항생제 감수성을 바꿀 수 있다. 이러한 발견은 락토페린이 사람의 방어 체계, 특히 폐에서 중요한 역할을 한다는 사실을 증명한다. 락토페린과 하이포티오시아네이트는 유럽 의약품청(EMEA)과 미국 식품의약국(FDA)에서 희귀의약품 자격을 인정받았다.

### 괴사성 장염
괴사성 장염은 미숙아, 특히 출생 시 체중 1500g 미만인 초저체중아에게 흔하면서도 치명적인 합병증이다. 프로바이오틱 추가 여부에 관계없이, 경구로 락토페린을 보충했을 때 부작용 없이 패혈증과 괴사성 장염(2기 또는 3기)의 후기 발병을 줄일 수 있다는 낮은 수준의 근거들이 있다.

### 치주 질환
침에 포함된 락토페린은 치주 질환을 일으키는 세균인 치주병균 등의 병원성 미생물에 대한 항균 활성을 나타낸다. 소 락토페린을 섭취하면 치주낭 안에 있는 치주병균의 수를 줄이고 치주 질환의 증상을 개선할 수 있다. 락토페린은 치주병균이 분비하는 지질다당류를 중화하고 종양괴사인자 알파(TNF-α)의 생산을 억제하여 염증이나 치주 조직의 파괴를 방지한다. 또한 전염증성 사이토카인 생산을 감소시키고 치주병균의 미생물막 생성을 막아 부종, 염증, 치주낭의 깊이, 치은염 지수(gingival index), 치면세균막 지수(plaque index)를 모두 감소시킨다.

## 기술

### 분리와 정제
락토페린은 항미생물 활성이나 면역 반응 조절과 같은 여러 기능을 하지만, 우유의 락토페린 함량은 비교적 적어 락토페린을 생산하는 데에 비용이 많이 들게 된다. 또한 우유의 락토페린은 인체에게 이종(異種)의 단백질이므로 항원으로서의 반응을 일으킬 수도 있다. 따라서 생물학적 활성이 있는 많은 양의 락토페린을 어떻게 얻을지에 대한 연구가 항상 주목을 받아 왔다.
양이온 교환 크로마토그래피, 막을 통해 락토페린을 흡착하여 분리하는 방법, 자기장을 이용해 자성을 가지는 나노입자를 조작하는 방법 등이 락토페린을 분리, 정제하는 데에 사용된다.

### 나노기술
락토페린은 나노기술에 잠재적으로 다양하게 적용할 수 있는 형광 금 퀀텀 클러스터의 합성에 사용되어 왔다. 이렇게 락토페린이 사용된 이유는 그 구성의 특징(시스테인 잔기 34개, 티로신 잔기 22개) 때문이다. 일례로 락토페린을 이용하여 합성한 기능성 금 퀀텀 클러스터를 이용하여 ppm 수준 농도로 존재하는 구리 이온(Cu2+)을 선택적으로 감지할 수 있다.

## 같이 보기
- 트랜스페린
- 당단백질